# Млачени (Валча)
Млачени (рум. Mlăceni) насеље је у Румунији у округу Валча у општини Перишани. Oпштина се налази на надморској висини од 809 m.

## Становништво
Према подацима из 2002. године у насељу је живело 711 становника, од којих су сви румунске националности.